# Illa Bristol
L'illa Bristol (en castellà isla Blanco) és una illa deshabitada de les illes Sandwich del Sud. L'illa està gairebé completament envoltada de penya-segats de gel i coberta en gran part de gel. Conté les roques més antigues d'aquest arxipèlag i un volcà que va entrar en erupció per última vegada el 2016.

## Geografia i geomorfologia
L'illa de Bristol és una de les illes Sandwich del Sud, que es troba al sud-est de Geòrgia del Sud, a l'oceà Austral. Es troba uns 60 quilòmetres al sud-oest de l'illa Montagu i està separat de les illes Tule del Sud pel pas de Forsters. La primera illa de les illes Sandwich del Sud que es va descobrir va ser Freezland Rock, que va ser albirada el 31 de gener de 1775 per un mariner anomenat Freezland a bord de l'HMS Resolution de James Cook. Cook considerà que l'illa de Bristol era un promontori d'una illa més gran i no va ser fins al 1819 quan Thaddeus von Bellingshausen va determinar que Bristol era en realitat una illa. L'illa és gairebé inaccessible i, per tant, una de les més poc estudiades de les illes Sandwich del Sud.
L'illa fa 10,5 per 10,9 quilòmetres, la qual cosa la converteix en una de les més grans de les illes Sandwich del Sud. Té la forma d'un quadrat i es troba gairebé totalment coberta de gel. En alguns punts la costa està formada per platges de sorra o pedra, però la major part de l'illa està envoltada de penya-segats de gel d'entre 70 i 100 metres que emanen d'un interior que presenta diverses carenes i cims. El punt més alt de l'illa és el mont Darnley, de 1.100 metres sobre el nivell del mar. També destaca el mont Sourabaya, de 915 metres, que podria ser un dom de lava o con satèl·lit.
La principal roca volcànica de l'illa de Bristol és el basalt, mentre que Freezland Rock està format d'andesita.

## Historial d'erupcions
Les roques més antigues de les illes Sandwich del Sud es troben a l'illa Bristol. Una mostra de Freezland Rock ha donat una edat de 3,1 ± 0,1 milions d'anys per datació per potassi-argó.
L'activitat registrada a Bristol es remunta a 150 anys. S'han observat erupcions el 1823, 1935-1936, 1950 i 1956, i restes d'erupcions molt recents el 1964. El 1962 es va informar d'un cràter que fumejava que actualment està enterrat sota la neu i el gel. Les erupcions van produir cons d'escòria i van assolir índexs d'explosivitat volcànica de 2-3. Les erupcions històriques s'han centrat al mont Sourabaya i un cràter al flanc occidental.
El 2005, tres cràters superposats van sortir del gel del mont Sourabaya, amb un altre cràter un quilòmetre més a l'est. Entre l'abril i el juliol de 2016, una erupció al mont Sourabaya va generar dues colades de lava i va produir emissions de cendres que eren visibles des dels satèl·lits, donant lloc a avisos de cendres volcàniques.

## Ecologia
Les algues i els líquens creixen on hi ha roques exposades, però a diferència de moltes altres illes Sandwich del Sud, cap vegetació s'associa amb el sòl escalfat volcànicament. S'han recuperat briòfits, incloses molses, de Freezland Rock. Els pingüins formen colònies a l'illa Bristol, inclosa una amb milers d'individus a Freezland Rock, i ocells marins com els fulmars australs i els corbs marins imperials també es reprodueixen a Bristol, encara que les seves poblacions són més petites aquí que a d'altres illes Sandwich del Sud i poden ser afectades per l'activitat volcànica. Les colònies de pingüins es concentren en punts on l'illa no està coberta de gel.